# كلارندون هيلز (إلينوي)
كلارندون هيلز (بالإنجليزية: Clarendon Hills)‏ هي منطقة سكنية تقع في الولايات المتحدة في مقاطعة دوبيج. يقدر عدد سكانها بـ 8,427 نسمة .

## الموقع الجغرافي
الموقع الجغرافي للمناطق المحيطة بهذه النقطة هو كالتالي:

## أعلام
- دانيال سوير
- لي بيرس باتلر
- جيفري ك. إدواردز
- بيل إيفانز